# Fullerton (Pennsylvanie)
 (août 2025).
Pour les articles homonymes, voir Fullerton.
Fullerton est une census-designated place située dans le comté de Lehigh, dans l’État de Pennsylvanie, aux États-Unis. Lors du recensement de 2020, elle compte 16 588 habitants.